# Thomas Larkin Thompson

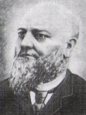
Thomas Larkin Thompson

Thomas Larkin Thompson (* 31. Mai 1838 in Charleston, Virginia; † 1. Februar 1898 in Santa Rosa, Kalifornien) war ein US-amerikanischer Politiker. Zwischen 1887 und 1889 vertrat er den Bundesstaat Kalifornien im US-Repräsentantenhaus. Außerdem war er zwischen 1893 und 1897 Botschafter der Vereinigten Staaten in Brasilien.

## Werdegang
Der im heutigen West Virginia geborene Thomas Thompson war der Sohn des Kongressabgeordneten Robert A. Thompson (1805–1876). Er besuchte die öffentlichen Schulen seiner Heimat sowie die Buffalo Academy. Im Jahr 1855 zog er in das Sonoma County in Kalifornien, wo er im Zeitungsgeschäft tätig wurde. Er gründete die Zeitung „Petaluma Journal“ und erwarb im Jahr 1860 das Blatt „Sonoma Democrat“, das er selbst herausgab. Gleichzeitig schlug er als Mitglied der Demokratischen Partei eine politische Laufbahn ein. In den Jahren 1880 und 1892 nahm er als Delegierter an den jeweiligen Democratic National Conventions teil. Zwischen 1882 und 1886 fungierte er als Secretary of State von Kalifornien; im Jahr 1886 lehnte er eine weitere Kandidatur für dieses Amt ab.
Bei den Kongresswahlen des Jahres 1886 wurde Thompson im ersten Wahlbezirk von Kalifornien in das US-Repräsentantenhaus in Washington, D.C. gewählt, wo er am 4. März 1887 die Nachfolge von Barclay Henley antrat. Da er im Jahr 1888 nicht bestätigt wurde, konnte er bis zum 3. März 1889 nur eine Legislaturperiode im Kongress absolvieren. Im Jahr 1893 war er Staatsbeauftragter für Kalifornien bei der World’s Columbian Exposition, der Weltausstellung in Chicago.
Zwischen 1893 und 1897, während der zweiten Präsidentschaft von Grover Cleveland, war Thompson amerikanischer Gesandter in Brasilien.  In diesem Amt war er sowohl Vorgänger als auch Nachfolger von Edwin H. Conger, der neben anderen diplomatischen Tätigkeiten zwischen 1885 und 1890 den Staat Indiana im Kongress vertreten hatte. Thomas Thompson starb am 1. Februar 1898 in Santa Rosa, wo er auch beigesetzt wurde.